# Neolaparus pulchriventris
Neolaparus pulchriventris är en tvåvingeart som först beskrevs av Friedrich Hermann Loew 1858.  Neolaparus pulchriventris ingår i släktet Neolaparus och familjen rovflugor. Inga underarter finns listade i Catalogue of Life.